# Thế kỷ 22
Thế kỷ 22 là khoảng thời gian tính từ thời điểm năm 2101 đến hết năm 2200, nghĩa là bằng 100 năm, trong lịch Gregory.

## Dự đoán

### Các hiện tượng thiên văn
- Sẽ có 239 lần nguyệt thực xảy ra.[1]

### Khoa học viễn tưởng đặt trong thế kỉ 22

#### Văn học (tiểu thuyết, truyện ngắn, truyện tranh)
- Doraemon ra đời ngày 3 tháng 9 năm 2112.
- Dorami ra đời ngày 22 tháng 12 năm 2114.
- Đại Nam Lục Lâm kỳ truyện (lấy bối cảnh năm 2172 tại miền Nam Việt Nam)